# Pilatus PC-21
Il Pilatus PC-21 è un addestratore avanzato, progettato e costruito dall'azienda aeronautica svizzera Pilatus Aircraft. È propulso da un motore turboelica Pratt & Whitney Canada PT6A-68B, possiede un'ala bassa e l'abitacolo può ospitare 2 posti in tandem.

## Storia del progetto
Lo sviluppo del progetto del PC-21 iniziò nel gennaio 1999, allorché la Pilatus Aircraft decise di creare una nuova generazione di addestratori a turboelica capaci di sostituire i famosi e diffusissimi PC-7 Turbo-Trainer e PC-9. Il programma venne elaborato per soddisfare il percorso formativo dei piloti delle Forze aeree svizzere destinati ai caccia multiruolo McDonnell Douglas F/A-18 Hornet che fino ad allora prevedeva un primo periodo di istruzione sui turboelica PC-7 Turbo-Trainer per passare ai turbogetto Northrop F-5 Tiger II, sostituendo gli Hawker Siddeley/BAe Hawk oramai dismessi. L'idea era quella di utilizzare un solo addestratore avanzato senza passaggi intermedi, equipaggiato con un'avionica comparabile agli F/A-18 Hornet con il solo svantaggio delle prestazioni inferiori offerte dal tipo di propulsione.
Il prototipo effettuò il roll-out il 30 aprile 2002, e il 1º luglio dello stesso anno compì il suo primo volo. Il secondo prototipo venne portato in volo il 7 giugno 2004.
Uno dei prototipi (l'esemplare immatricolato HB-HZB) si schiantò il 13 gennaio 2005, a Buochs, in Svizzera mentre si esibiva in un volo acrobatico, causando la morte del pilota e ferendo una persona a terra.
Il disegno del PC-21 è stato studiato dalla Pilatus per ottimizzare al massimo il profilo aerodinamico della fusoliera e delle ali, impiegando un potente motore e un'elica dal profilo nuovo, in maniera tale da ottenere velocità più elevate. Pertanto la cellula del PC-21 è stata progettata per colmare il divario tra le prestazioni aerodinamiche dei tradizionali trainer a turboelica e quelle dei più costosi addestratori a getto. Attualmente il velivolo svizzero, è l'unico tra gli addestratori a turboelica, a garantire prestazioni che una volta erano ad appannaggio di trainer a getto.
Nel mese di novembre 2009 la Pilatus Aircraft si aggiudica un contratto da oltre 500 milioni di franchi svizzeri per fornire agli Emirati Arabi Uniti 25 esemplari di PC-21 per sostituire i vecchi Pilatus PC-7 in servizio da oltre un quarto di secolo nel ruolo di addestratore intermedio. L'altro finalista per l'addestramento basico era l'Aermacchi M-311 a reazione. Le consegne sono iniziate nel 2011.

## Impiego operativo
(parziale)

### Svizzera
Le Forze aeree svizzere operano con 8 esemplari di PC-21, 6 acquisiti nel 2008 e 2 nel 2012, immatricolati con marche militari da A-101 ad A-108. Il modello ha sostituito in servizio i 20 Hawker Siddeley/BAe Hawk Mk. 66 acquistati nel 1992 quindi dismessi e rivenduti alla Finlandia nel giugno 2007.
Gli esemplari sono utilizzati nel programma JEPAS PC-21 destinati alla formazione dei piloti che piloteranno i Boeing F/A-18 Hornet in dotazione all'aeronautica militare nazionale.

## Utilizzatori

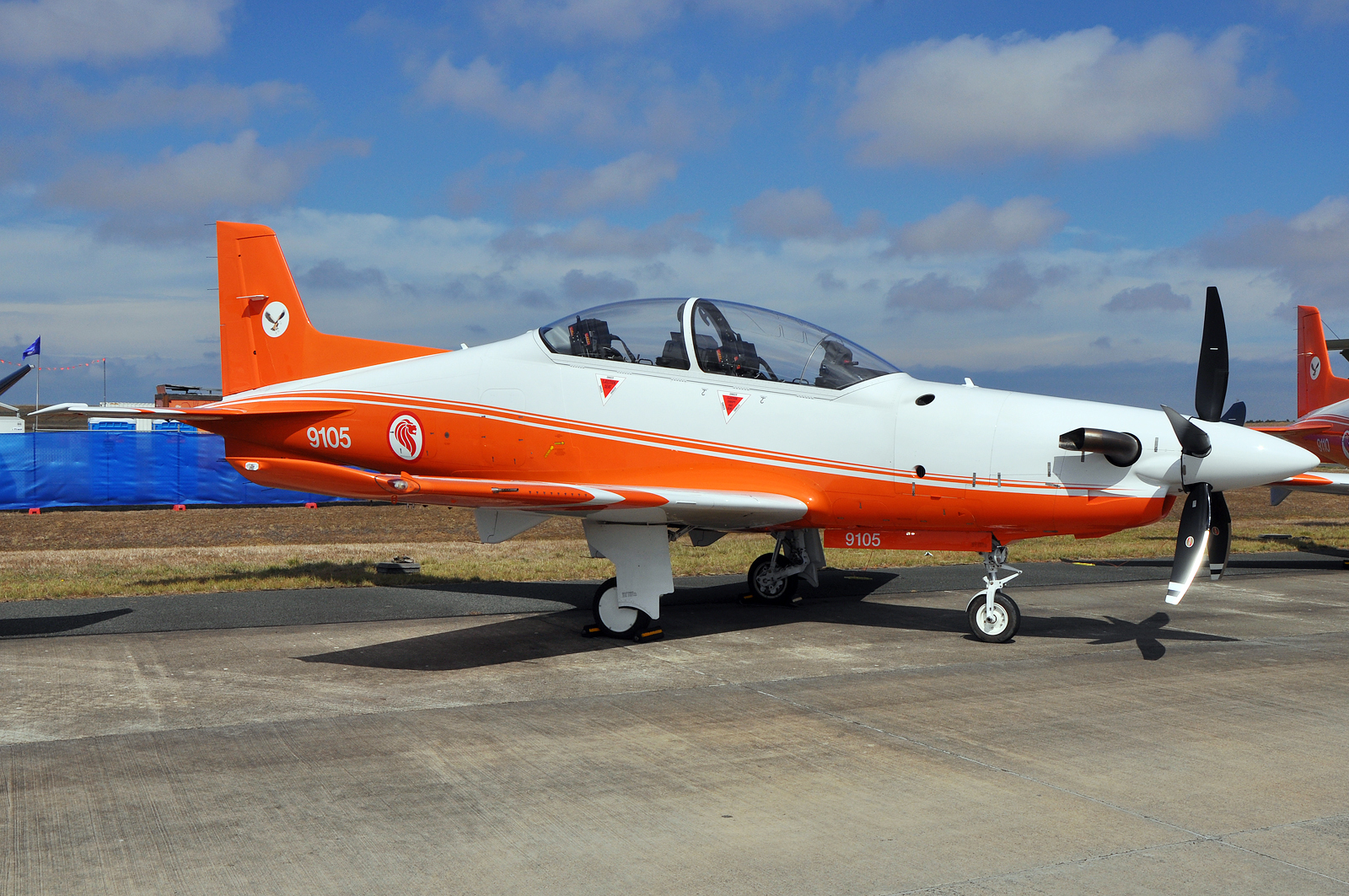
Il PC-21 in livrea Angkatan Udara Republik Singapura. all'Avalon 2013 Australian International Airshow.

United Kingdom
- QinetiQ (ETPS Empire Test Pilot School)

ordinati 2 PC-21, consegnati nel 2018.
 Arabia Saudita

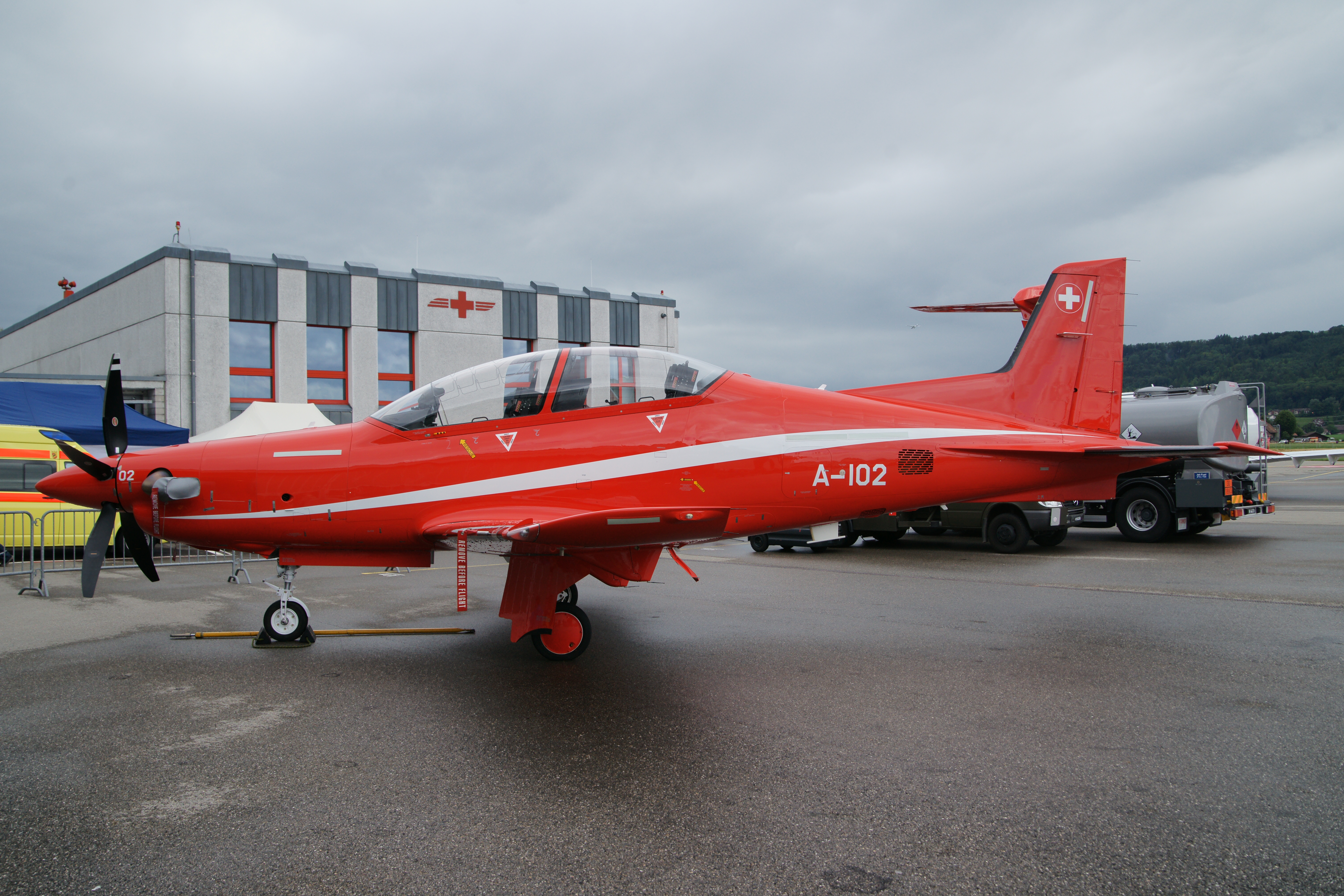
Il PC-21 marche militari A-102 delle Forze aeree svizzere. Aeroporto di Berna, giugno 2011.

- Al-Quwwat al-Jawwiyya al-Sa'udiyya

ordinati 55 PC-21. 55 in servizio al luglio 2019.
 Australia
- Royal Australian Air Force

ordinati 49 PC-21. I primi 6 esemplari sono stati consegnati ad agosto 2017. Le consegne dei 49 esemplari sono state completate a dicembre 2019.
 Canada
- Royal Canadian Air Force

19 PC-21 ordinati a novembre 2024 da SkyAlyne per il programma Future Aircrew Training (FAcT) della Royal Canadian Air Force.
 Emirati Arabi Uniti
- Al-Quwwāt al-Jawiyya al-Imārātiyya

26 PC-21 consegnati, 25 in servizio all'ottobre 2019.
 Francia
- Armée de l'air

ordinati 17 PC-21 a dicembre 2016, con consegne dal 2018. Tutti i 17 aerei risultano consegnati all'aprile 2019. Ulteriori 9 PC-21 ordinati il 17 luglio 2021 che portano a 26 il numero degli esemplari ordinati.
 Giordania
- Al-Quwwat al-Jawwiyya al-malikiyya al-Urdunniyya

12 PC-21 ordinati e tutti in servizio al gennaio 2021.
 Qatar
- Qatar Emiri Air Force

24 PC-21 ordinati nel 2012. Consegnati a partire dal 2014. Tutti in servizio al giugno 2018.
 Singapore
- Angkatan Udara Republik Singapura

ordinati 19 PC-21 a novembre 2006 con consegne iniziate dal giugno 2008.
 Spagna
- Ejército del Aire

24 PC-21 ordinati a novembre 2019, da consegnare tra marzo 2020 e il dicembre 2022. I primi due esemplari sono stati consegnati il 14 settembre 2021. Gli ultimi 2 esemplari sono stati consegnati a giugno 2022. Il 29 dicembre 2022, il Ministero della Difesa spagnolo ha approvato l'acquisito un secondo lotto di 16 PC-21, come annunciato ad inizio dicembre, ordine formalizzato a metà febbraio 2023.
 Svizzera
- Forze aeree svizzere

8 PC-21 consegnati tra il 2008 e il 2012.

## Velivoli comparabili
Brasile
- Embraer EMB 314 Super Tucano

 Stati Uniti
- Beechcraft T-6 Texan II

 India
- HAL HTT-40